# Boardman Tasker Prize for Mountain Literature
Boardman Tasker Prize for Mountain Literature (Nagroda Boardmana i Taskera dla Literatury Górskiej) – doroczna nagroda w wysokości 3000 funtów przyznawana w Wielkiej Brytanii przez Boardman Tasker Charitable Trust dla autora lub autorów za "oryginalne dzieło, które wniosło wybitny wkład do literatury górskiej". Ufundowana została pamięci Petera Boardmana i Joe Taskera po ich śmierci na północno-wschodniej ścianie Mount Everestu w 1982 roku. Może być przyznana za fikcję literacką lub dokument, poezję lub dramat, choć muszą być one napisane w języku angielskim lub przetłumaczone na ten język.

## Lista nagrodzonych utworów
- 2021 David Smart Emilio Comici: Angel of the Dolomites
- 2020 Jessica J. Lee Two Trees Make a Forest: On Memory, Migration and Taiwan
- 2019 Kate Harris Lands of Lost Borders: A Journey on the Silk Road
- 2018 David Roberts Limits of the Known
- 2017 Bernadette McDonald Art of Freedom: The Life and Climbs of Voytek Kurtyka
- 2016 Simon McCartney The Bond: Two Epic Climbs in Alaska and a Lifetime's Connection Between Climbers
- 2015 Barry Blanchard The Calling: A Life Rocked by Mountains
- 2014 Jules Lines Tears of the Dawn
- 2013 Harriet Tuckey Everest – The First Ascent: The Untold Story of Griffith Pugh, the Man Who Made It Possible
- 2012 Andy Kirkpatrick Cold Wars: Climbing the Fine Line between Risk and Reality
- 2011 Bernadette McDonald Freedom Climbers
- 2010 Ron Fawcett, Ed Douglas Ron Fawcett, Rock Athlete
- 2009 Steve House Beyond the Mountain
- 2008 Andy Kirkpatrick Psychovertical
- 2007 Robert Macfarlane The Wild Places
- 2006 Charles Lind An Afterclap of Fate: Mallory on Everest
- 2005 Andy Cave Learning to Breathe  egzequo Jim Perrin The Villain: The Life of Don Whillans
- 2004 Trevor Braham When the Alps Cast Their Spell
- 2003 Simon Mawer The Fall
- 2002 Robert Roper Fatal Mountaineer
- 2001 Roger Hubank Hazard's Way
- 2000 Peter and Leni Gillman The Wildest Dream: Mallory - His Life and Conflicting Passions
- 1999 Paul Pritchard The Totem Pole: And a Whole New Adventure
- 1998 Peter Steele Eric Shipton: Everest and Beyond
- 1997 Paul Pritchard Deep Play: A Climber's Odyssey from Llanberis to the Big Walls
- 1996 Audrey Salkeld A Portrait of Leni Riefenstahl
- 1995 Alan Hankinson Geoffrey Winthrop Young: Poet, Mountaineer, Educator
- 1994 Dermot Somers At the Rising of the Moon
- 1993 Jeff Long The Ascent
- 1992 Will McLewin In Monte Viso's Horizon: Climbing All the Alpine 4000 m Peaks
- 1991 Alison Fell Mer de Glace
- 1991 Dave Brown i Ian Mitchell A View from the Ridge
- 1990 Victor Saunders Elusive Summits
- 1989 Michael John Harrison, Climbers
- 1988 Joe Simpson Dotknięcie pustki (Touching the Void)
- 1987 Roger Mear i Robert Swan In the Footsteps of Scott
- 1986 Stephen Venables Painted Mountains: Two Expeditions to Kashmir
- 1985 Jim Perrin Menlove: The Life of John Menlove Edwards
- 1984 Linda Gill Living High: A Family Trek in the Himalayas ex-equo Doug Scott i Alex MacIntyre, The Shishapangma Expedition